# マイクロダイエット

マイクロダイエット (microdiet) とは、1980年、国際的な医学界で、VLCD（ベリー・ロー・カロリー・ダイエット）理論にもとづいて、1983年にイギリスのサリー大学でジャクリーヌ・ストゥーディ博士らによって開発された肥満解消用の代替食品。
その年にイギリスで初めて発売されたマイクロダイエットは、口コミで噂が広がっていき、わずか18ヶ月間でNo.1ダイエット食品として、イギリス国内に旋風が巻き起こった。現在、イギリスを含め、世界41ヶ国に広まっている。
現在、VLCDの具体的なガイドラインは日本肥満学会よりだされている（肥満治療ガイドライン2006）。医療機関にて外来や入院時の使用が近年特に急速に普及しだしており、厚生省の認可が下りたものを使用している。研究も進んでおり、日本肥満治療学会が研究データを発表している。
日本においても、日本人向けにアレンジされたマイクロダイエットがあり、サニーヘルス株式会社が総発売元として、1989年から日本国内で販売を行っている。それ以来、270万人以上の利用者を獲得している。（サニーヘルス全商品カタログ2009・春夏号）
国内版のマイクロダイエットは海外版と同一ではない。日本人は、欧米人の体質とは当然異なる部分がある。日本には日本の栄養基準があり、それを厳守しなければならないため、外国版をそのまま日本人が利用することには問題があると思われる。詳しい差異は企業秘密となっているようで具体的に明かされていない。
1日3食のうち、1食か2食をマイクロダイエットに置き替えるのが、マイクロダイエットのメソッド。毎日飽きずに続けるためのラインナップは2014年9月現在、ドリンク、リゾット&パスタ、シリアルの3タイプがある。
マイクロダイエットの栄養素は、世界保健機関WHOが規定している約50種類の栄養素を1食分の中に含まれ、そのほとんどが「日本人の食事摂取基準（2005年版）」以上にバランスよく配合されている。
良質なたんぱく質、糖質、脂質の三大栄養素をはじめ、ビタミンB群、ミネラルなどの微量栄養素のほか、特に、脂肪の代謝を促すとして注目されているアミノ酸は、きちんと体で働くために計算された「アミノ酸スコア100」を実現。

## マイクロダイエットドリンクタイプ(ココア味)
1食分に含まれている栄養成分量と一食に必要な栄養成分量
- たんぱく質 20.0g/16.7g
- ビタミンA 350μg/200μg
- ビタミンB1 0.9mg/0.37mg
- ビタミンB2 0.9mg/0.4mg
- パントテン酸 3.3mg/1.67mg
- ビタミンB4 1.3mg/0.4mg
- ビタミンB12 2.2μg/0.8μg
- 葉酸 163μg/80.0μg
- ビタミンC 60.0mg/33.3mg
- ビタミンD 4.2μg/1.7μg
- ビタミンE 4.4mg/2.7mg
- 鉄 6.7mg/3.5mg
- カルシウム 380mg/233mg
- マグネシウム 116mg/90mg
- カリウム 900mg/533mg

## マイクロダイエットシリーズの種類
- マイクロダイエットドリンクタイプ（約170kcal）
  - ココア
  - ストロベリー
  - コーヒー
  - 抹茶
  - ミルクティー
  - 白桃
  - ベリーミックス
- マイクロダイエットリゾット&パスタ（約260kcal）
  - リゾット：クワトロチーズ、ビーフカレー
  - パスタ：カルボナーラ、トマト
- マイクロダイエットシリアルタイプ（約260kcal）
  - チョコレート
  - ストロベリー
  - キャラメルナッツ
- マイクロダイエットプレミアムタイプ（約170kcal）
  - アーモンドショコラ
  - キャラメルモカ

## マイクロダイエットの利用制限
妊娠中、授乳中の女性(栄養補給としての利用は可)や年齢17歳以下。心臓病、腎臓病、肝臓病、インスリン投与中の糖尿病の疾患がある場合。著しく体力が低下している場合。胃下垂が原因の下腹部突出を対策したい場合。

## マイクロダイエットの減量効果について
減量効果には個人差がある。以下のような場合は、減量効果が出にくいようである。
- 低カロリーの食生活、または欠食を続けている
- ダイエットを繰り返している
- ホルモン剤や抗アレルギー剤を服用している
- 自律神経失調症タイプ

## マイクロダイエットグランプリ
また、同製品を利用した減量成功体験コンテストとして、有名なマイクロダイエットグランプリがある。
最近では2009年4月5日、第8回マイクロダイエットグランプリファイナルが、東京有楽町朝日ホールにて開催され、自らもマイクロダイエットで28kgの減量経験を持つ梅宮アンナをゲスト審査員として迎えている。

## 日本国内販売されているマイクロダイエットの研究論文や参考文献
- マイクロダイエットの減量効果に関する研究 NEW FOOD INDUSTRY Vol.35 No.12(1993年)別冊
- マイクロダイエットによる単純肥満および成人病を伴った肥満治療『診療と新薬』（第32巻・第3号）別冊 1995年3月28日（3月号）
- マイクロダイエットを用いた外来LCD療法について『セラピューティック・リサーチ』1995年10月20日発行 Vol.16 no.10 別冊
- 成人男性におけるマイクロダイエットを用いたLCD療法における減量効果について『セラピューティック・リサーチ』1996年4月20日発行 Vol.17 no.4 別冊
- マイクロダイエットを用いたLCD療法における減量効果について ～成人女性に対する効果と運動療法の併用について～『セラピューティック・リサーチ』1996年11月20日発行 Vol.17 no.11 別冊
- 肥満症男性システムエンジニアに対するLCD療法による減量効果について『診断と治療』2004年4月1日発行 第92巻・第4号別冊
- マイクロダイエットの研究成果「ヘルシーバンクの効果」における結果

日本の約600以上の医療機関（京都大学病院、浜松赤十字病院等）において研究採用されている。